# Rudolf Strejček
Rudolf Strejček (* 30. listopadu 1950 Pardubice) je bývalý československý a český vzpěrač, účastník tří olympijských her.

## Osobní život
S manželkou Milenou, kterou poznal při svém dvouletém působení v Bohumíně, měl syna Vítězslava (* 1974).
Jeho zálibou je chov exotického ptactva, papoušků.

## Sportovní kariéra
Pochází z mlynářského rodu. Vzpírání se věnoval od 14 let v tělocvičně Východočeských chemických závodů (VCHZ) v pardubické městské části Ohrazenice pod vedením Bohuslava Svobody. Vyučil se zámečníkem a v roce 1969 narukoval na vojnu do Prahy k trenéru Václavu Peterkovi do Rudé Hvězdy. V roce 1970 překonal čtyři juniorské světové rekordy a poprvé startoval na seniorském mistrovství Evropy. Startoval v kategorii do 110 kg. V roce 1971 si na červnovém mistrovství Evropy v Sofii při třetím pokusu a marné snaze založit na váze 147,5 kg vykloubil pravý loket a za dva měsíce při ligové soutěži levý. Dva roky zápasil s psychikou – kvůli strachu ze zranění nedotahoval pořádně činku a ztrácel minimálně 10 kg váhy. Po vojně šel za reprezentačním trenérem Antonínem Drešlem do Bohumína, kde se s týmem Železáren a drátoven (ŽD) připravoval na olympijskou sezonu 1972. V září 1972 na olympijských hrách v Mnichově obsadil v trojboji za výkon 522,5 kg ve váze do 110 kg 9. místo.
V roce 1973 přestoupil po červnovém mistrovství Evropy v Madridu do pražské Rudé Hvězdy, při které nově vzniklo SVS (středisko vrcholového sportu). Na zářiovém mistrovství světa v Havaně na sebe poprvé výrazně upozornil širší sportovní veřejnost, když v trhu obsadil za výkon 157,5 kg třetí místo. V roce 1974 se mu narodil syn Vítězslav a kvůli bolavým zádům (ploténky) na žádné velké sportovní akci nestartoval. Během tohoto období přibral na 122 kg a v sezoně 1975 řešil vážný problém jak shodit do své kategorie do 110 kg. Přestoupit do vyšší kategorie nad 110 kg nemohl, protože v této váze měla reprezentace zapracované dva stabilní členy Petra Pavláska a Jána Nagye. V roce 1976 na olympijských hrách v Montréalu po náročném shazování a v kombinaci s časovým posunem se cítil natolik vyčerpaný, že ve dvojboji obsadil až 8. místo.
Od roku 1977, potom co ukončil sportovní kariéru Petr Pavlásek, přestoupil do nejvyšší váhové kategorie nad 110 kg. V průběhu roku 1977 nabral hmotnost k 130 kg. V roce 1978 na domácím mistrovství Evropy v Havířově obsadil v trhu za výkon 177,5 kg druhé místo a ve dvojboji poprvé překonal magickou hranici 400 kg. Na mistrovství světa v americkém Gettysburgu se však opět nesrovnal s časovým posunem a obsadil ve dvojboji až 5. místo. V roce 1979 získal na mistrovství Evropy v Sofii svoji jedinou medaili ve dvojboji za výkon 390 kg. Na olympijské hry v Moskvě odjížděl s přáním olympijské medaile. Ve své královské disciplíně trhu obsadil druhé místo a získal stříbrnou medaili z mistrovství světa. Postupnou váhu 187,5 kg však nezvedl a přišel o důležité kilogramy do dvojboje. V nadhozu zvládl přemístit a vyrazit základní váhu 220 kg, ale na postupné váze 225 kg neuspěl. Ze zákulisí tak sledoval jak Polák Tadeusz Rutkowski a východní Němec Jürgen Heuser vyráží 227,5 kg a připravují ho o bronzovou olympijskou medaili.
V roce 1981 na mistrovství světa a Evropy ve francouzském Lille obsadil v trhu druhé místo za 187,5 kg, ale v nadhozu nezvedl základní váhu 210 kg a ve dvojboji nebyl klasifikován. V roce 1982 byl až třetím vzpěračem v reprezentaci v supertěžké váze po příchodu Pavla Kheka. Sportovní kariéru ukončil v roce 1983. Pracoval na oddělení pasové kontroly na letišti v Ruzyni a ve volném čase soutěžil silovém trojboji. Po revoluci pracoval v cirkuse a později trénoval mládež ve vzpírání v Lázních Bohdaneč.
Rudolf Strejček patřil v 70. letech dvacátého století k nejpopulárnějším sportovcům v Československu. Měl rád společnost a uměl pohovořit s novináři, prozradit něco ze svého soukromí. Přirozenou fyzickou sílu a houževnatost doplňoval vynikající technikou v trhu. Jeho slabinou byla psychická stránka. Patřil mezi stresové závodníky. Obavy a strach mu často bránili dosáhnout maximálního výkonu v soutěži.

### Výsledky
| Rok                | Místo                     | Kategorie      | Tah (kg)       | Tah (kg)       | Tah (kg)       | Tah (kg)       | Trh (kg)       | Trh (kg)       | Trh (kg)       | Trh (kg)         | Nadhoz (kg)    | Nadhoz (kg)    | Nadhoz (kg)    | Nadhoz (kg)    | Víceboj (kg)   | P.               |
| Rok                | Místo                     | Kategorie      | 1              | 2              | 3              | P.             | 1              | 2              | 3              | P.               | 1              | 2              | 3              | P.             | Víceboj (kg)   | P.               |
| Olympijské hry     | Olympijské hry            | Olympijské hry | Olympijské hry | Olympijské hry | Olympijské hry | Olympijské hry | Olympijské hry | Olympijské hry | Olympijské hry | Olympijské hry   | Olympijské hry | Olympijské hry | Olympijské hry | Olympijské hry | Olympijské hry | Olympijské hry   |
| ------------------ | ------------------------- | -------------- | -------------- | -------------- | -------------- | -------------- | -------------- | -------------- | -------------- | ---------------- | -------------- | -------------- | -------------- | -------------- | -------------- | ---------------- |
| 1972               | Mnichov, Německo          | –110 kg        | 177,5          | 177,5          | 182,5          | 9.             | 145            | 145            | 150            | 11.              | 190            | 195            | 197,5          | 11.            | 522,5          | 9.               |
| 1976               | Montréal, Kanada          | –110 kg        |                |                |                |                | 162,5          | 162,5          | 167,5          | 5.               | 200            | 207,5          | 207,5          | 9.             | 362,5          | 8.               |
| 1980               | Moskva, Sovětský svaz     | +110 kg        |                |                |                |                | 182,5          | 187,5          | 187,5          | 2.               | 220            | 225            | 225            | 4.             | 402,5          | 4.               |
| Mistrovství světa  |                           |                |                |                |                |                |                |                |                |                  |                |                |                |                |                |                  |
| 1972               | Mnichov, Německo          | –110 kg        | 177,5          | 177,5          | 182,5          | 9.             | 145            | 145            | 150            | 11.              | 190            | 195            | 197,5          | 11.            | 522,5          | 9.               |
| 1973               | Havana, Kuba              | –110 kg        |                |                |                |                | 157,5          | 162,5          | 162,5          | Bronzová medaile |                |                | 200            | 5.             | 357,5          | 4.               |
| 1975               | Moskva, Sovětský svaz     | –110 kg        |                |                |                |                | 160            | 160            | 160            | DNF              | —              | —              | —              | DNS            | —              | DNF              |
| 1976               | Montréal, Kanada          | –110 kg        |                |                |                |                | 162,5          | 162,5          | 167,5          | 5.               | 200            | 207,5          | 207,5          | 9.             | 362,5          | 8.               |
| 1978               | Gettysburg, Spojené státy | +110 kg        |                |                |                |                | 175            | 182,5          | 182,5          | 5.               | 215            | 222,5          | 225            | 5.             | 390            | 5.               |
| 1979               | Soluň, Řecko              | +110 kg        |                |                |                |                |                |                | 185            | Bronzová medaile |                |                | 215            | 4.             | 400            | 4.               |
| 1980               | Moskva, Sovětský svaz     | +110 kg        |                |                |                |                | 182,5          | 187,5          | 187,5          | Stříbrná medaile | 220            | 225            | 225            | 4.             | 402,5          | 4.               |
| 1981               | Lille, Francie            | +110 kg        |                |                |                |                |                |                | 187,5          | Stříbrná medaile | 210            | 210            | 210            | DNF            | —              | DNF              |
| Mistrovství Evropy |                           |                |                |                |                |                |                |                |                |                  |                |                |                |                |                |                  |
| 1970               | Szombathely, Maďarsko     | –110 kg        |                |                | 157,5          | 9.             |                |                | 142,5          | 8.               |                |                | 185            | 8.             | 485            | 9.               |
| 1971               | Sofie, Bulharsko          | –110 kg        | 160            | 170            | 175            | 8.             | 145            | 145            | 147,5          | DNF              | —              | —              | —              | DNS            | —              | DNF              |
| 1972               | Constanța, Rumunsko       | –110 kg        |                |                | 175            | 12.            |                |                | 152,5          | 6.               |                |                | 190            | 10.            | 517,5          | 9.               |
| 1973               | Madrid, Španělsko         | –110 kg        |                |                |                |                |                |                | 155            | 5.               |                |                | 197,5          | 4.             | 352,5          | 4.               |
| 1975               | Moskva, Sovětský svaz     | –110 kg        |                |                |                |                | 160            | 160            | 160            | DNF              | —              | —              | —              | DNS            | —              | DNF              |
| 1976               | Berlín, NDR               | –110 kg        |                |                |                |                | 160            | 165            | 167,5          | 5.               | 200            | 205            | 207,5          | 8.             | 370            | 7.               |
| 1978               | Havířov, Československo   | +110 kg        |                |                |                |                | 172,5          | 177,5          | 177,5          | Stříbrná medaile |                |                | 222,5          | 5.             | 400            | 4.               |
| 1979               | Varna, Bulharsko          | +110 kg        |                |                |                |                | 180            | 182,5          | 182,5          | Bronzová medaile | 210            | 222,5          | —              | 5.             | 390            | Bronzová medaile |
| 1980               | Bělehrad, Jugoslávie      | +110 kg        |                |                |                |                | 180            | 185            | 185            | Bronzová medaile | 215            | 215            | 215            | DNF            | —              | DNF              |
| 1981               | Lille, Francie            | +110 kg        |                |                |                |                |                |                | 187,5          | Stříbrná medaile | 210            | 210            | 210            | DNF            | —              | DNF              |